# Menceyato di Tacoronte

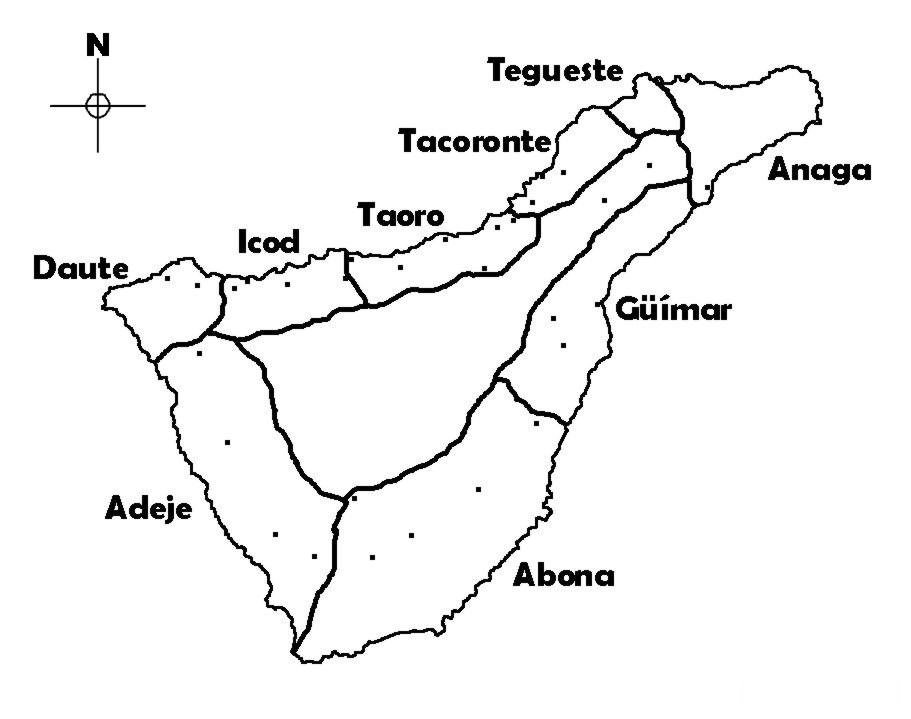
Menceyatos di Tenerife

Il Menceyato di Tacoronte era una delle nove demarcazioni territoriali in cui i guanci avevano diviso l'isola di Tenerife nelle isole Canarie, al momento della conquista della Corona di Castiglia nel XV secolo.
Fu situata nel nord dell'isola. Ha occupato i comuni di Tacoronte, La Matanza de Acentejo e El Sauzal.
I suoi conosciuti menceyes (re guanci) erano Rumen e Acaimo.